# Río Argutorio
El río Argutorio es un curso de agua del interior de la península ibérica. Discurre por la provincia de León.

## Curso
El río, que discurre por la provincia española de León, nace en la localidad de Fonfría. Baña lugares como San Facundo, Matavenero y San Andrés de las Puentes. Aparece descrito en el segundo volumen del Diccionario geográfico-estadístico-histórico de España y sus posesiones de Ultramar de Pascual Madoz con las siguientes palabras:

ARGUTORIO (vulgo de San Andres de las Puentes): r. en la prov. de Leon, part. jud. de Ponferrada. Tiene su origen en térm. del l. de Fonfria en el sitio llamado el Requeron y montañas intermedias de los puertos de Foncebadon y Manzanal: corre despeñado por estrechos y profundos valles, recogiendo el caudal de multitud de fuentes y arroyuelos sin nombre, prod. de las nieves acumuladas en las montañas durante el invierno. Pasa por el pueblo de Poybueno dejando á la der. los de Fonfria y San Facundo, y á la izq. los de Matavenero y San Andres de las Puentes. Mas abajo de este y en el sitio llamado las Bodegas hay 1 puente de madera sobre pilares de piedra, cuya composicion corresponde al citado San Andres. A poca dist., y despues de haber corrido unas 4 leg., pierde su nombre, incorporandose en el r. del Cerezal que desde aquel punto toma el de r. de Torre. Es de curso perenne, aunque escaso en el verano. Da movimiento á varios molinos de particulares, los cuales lo sangran para regar pequeñas praderias y huertecitos formados en las laderas de las montañas: abunda en esquisitas truchas que para cogerlas en verano abren muchos pozos laterales á los que, y por todos los cáuces de riego, dirigen simultáneamente el agua por medio de represas y estacadas, logrando asi dejar el lecho en seco por algunos momentos.
(Madoz, 1845, p. 556)